# Alan Shave
Alan William Shave, CVO, OBE (* 3. November 1936) ist ein ehemaliger britischer Journalist, Diplomat und Kolonialbeamter, der unter anderem zwischen 1992 und 1995 Gouverneur von Anguilla war.

## Leben
Alan William Shave war als Journalist tätig und trat später in den diplomatischen Dienst (HM Foreign Service) ein. Nach verschiedenen Auslandsverwendungen wurde er 1991 zum Officer des Order of the British Empire (OBE) ernannt. Am 14. August 1992 wurde er Nachfolger von Brian Canty als Gouverneur von Anguilla und bekleidete dieses Amt bis zu seiner Ablösung durch Alan Hoole am 3. November 1995. 1994 wurde er außerdem zum Commander des Royal Victorian Order (CVO) ernannt.